# Leeden-Viadukt bei Kunzendorf
Das Leeden-Viadukt bei Kunzendorf, auch Köpprichtalbrücke, war eine Eisenbahnbrücke der Bahnstrecke Kłodzko–Wałbrzych bei Neurode in Niederschlesien. Sie wurde am 8. Mai 1945 gesprengt.

## Beschreibung
Die Pfeiler des Viadukts waren im gleichen Stil gebaut wie die Mölketalbrücke und das Schwarzbachgrundviadukt. Der Gleisverlauf ist leicht nach Nordostnord gekrümmt. Die südöstlichen Fachwerkträger hatten, ebenso wie die der Mölketalbrücke und des Schwarzbachgrundviadukts, zusätzliche Fischbauchträger. Diese waren bei den nordöstlichen Fachwerkträgern aufgrund von verbesserter Bauweise nicht mehr erforderlich.

## Geschichte
Die Fachwerkbrücke wurde von 1879 bis 1880 gebaut. Zunächst erhielt sie nur fünf schmiedeeiserne Fachwerkträger auf der Nordseite, da die Bahnstrecke zunächst nur eingleisig betrieben wurde. 1910 kamen fünf weitere stählerne Fachwerkträger auf der Südseite hinzu, als die Bahnstrecke zweigleisig ausgebaut wurde.

### Sprengung
Am 8. Mai 1945 wurde das Leeden-Viadukt bei Kunzendorf gesprengt. Einige Tage zuvor war ein Sonderzug auf einem nahen Abstellgleis eingetroffen. Männer der SS waren darin und blieben einige Tage am Zug. Am Morgen des 8. Mai 1945 wurden die Männer plötzlich aktiv. Lautsprecherwagen warnten die Bevölkerung und riefen dazu auf, die Fenster zu öffnen, um dem Zerspringen der Scheiben vorzubeugen, da eine Sprengung erwartet werde. Dann erfolgte die Sprengung der Eisenbahnbrücke. Die Bahnstrecke war somit unterbrochen.

### Neubau
Nach dem Krieg war die Bahnstrecke zwischen Neurode und Centnerbrunn unpassierbar. Die polnische Verwaltung ließ daher eine provisorische Holzbrücke errichten, die etwa fünf Jahre halten sollte. Um den späteren Bau einer stabilen Brücke nicht zu behindern, entstand sie neben der ursprünglichen Trasse. Im Mai 1946 fand die erste Probefahrt statt und im Mai 1950 wurde schließlich eine feste, zunächst eingleisige Brücke in Betrieb genommen.

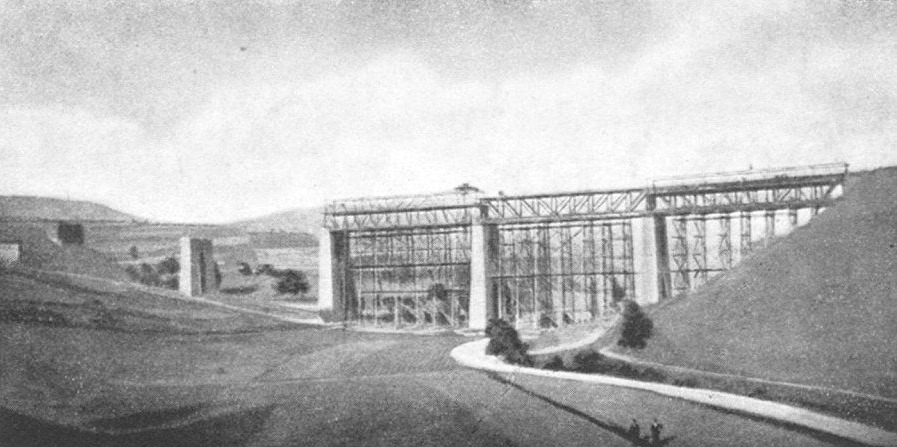
Leeden-Viadukt bei Kunzendorf beim Bau 1879
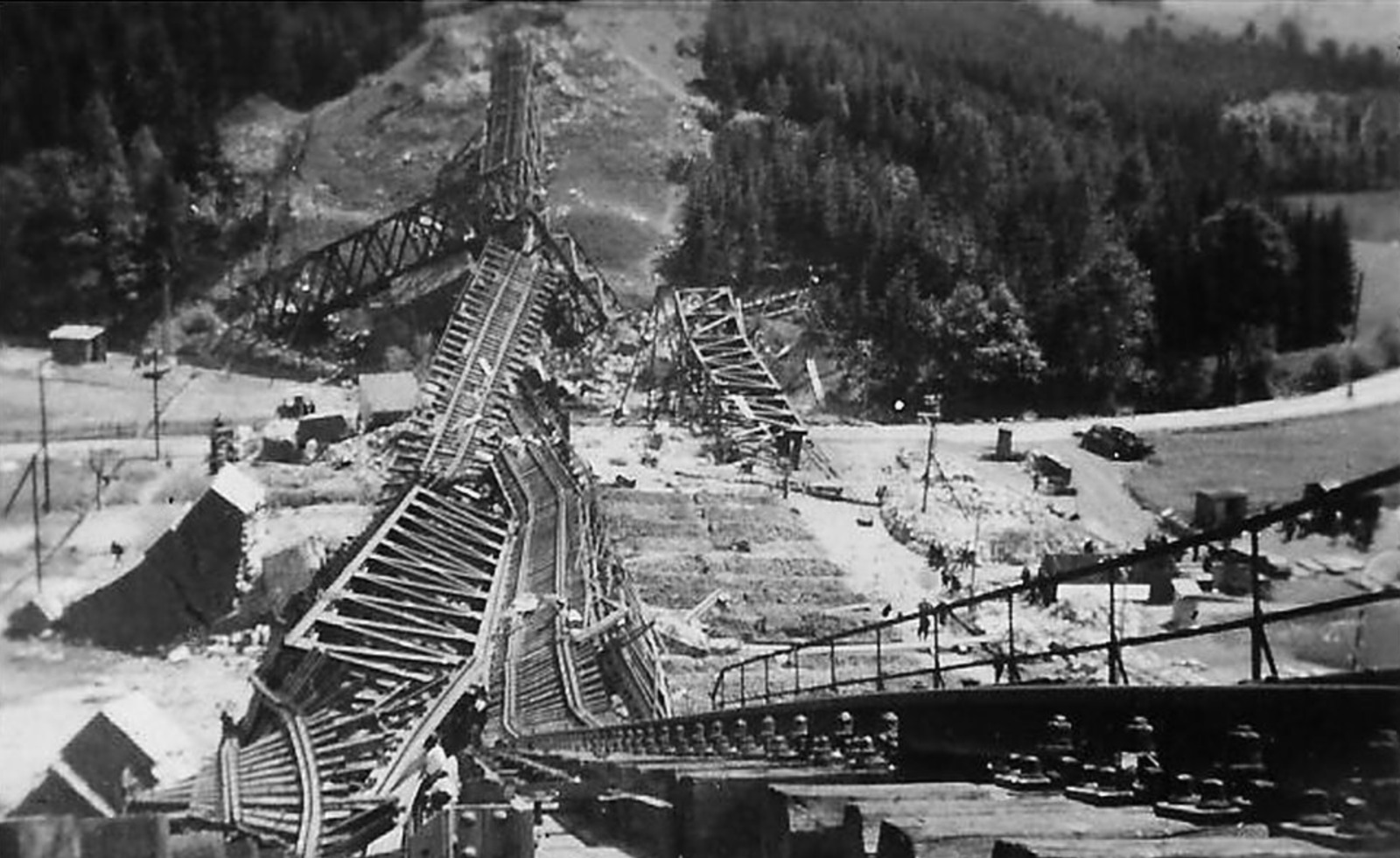
Gesprengtes Viadukt
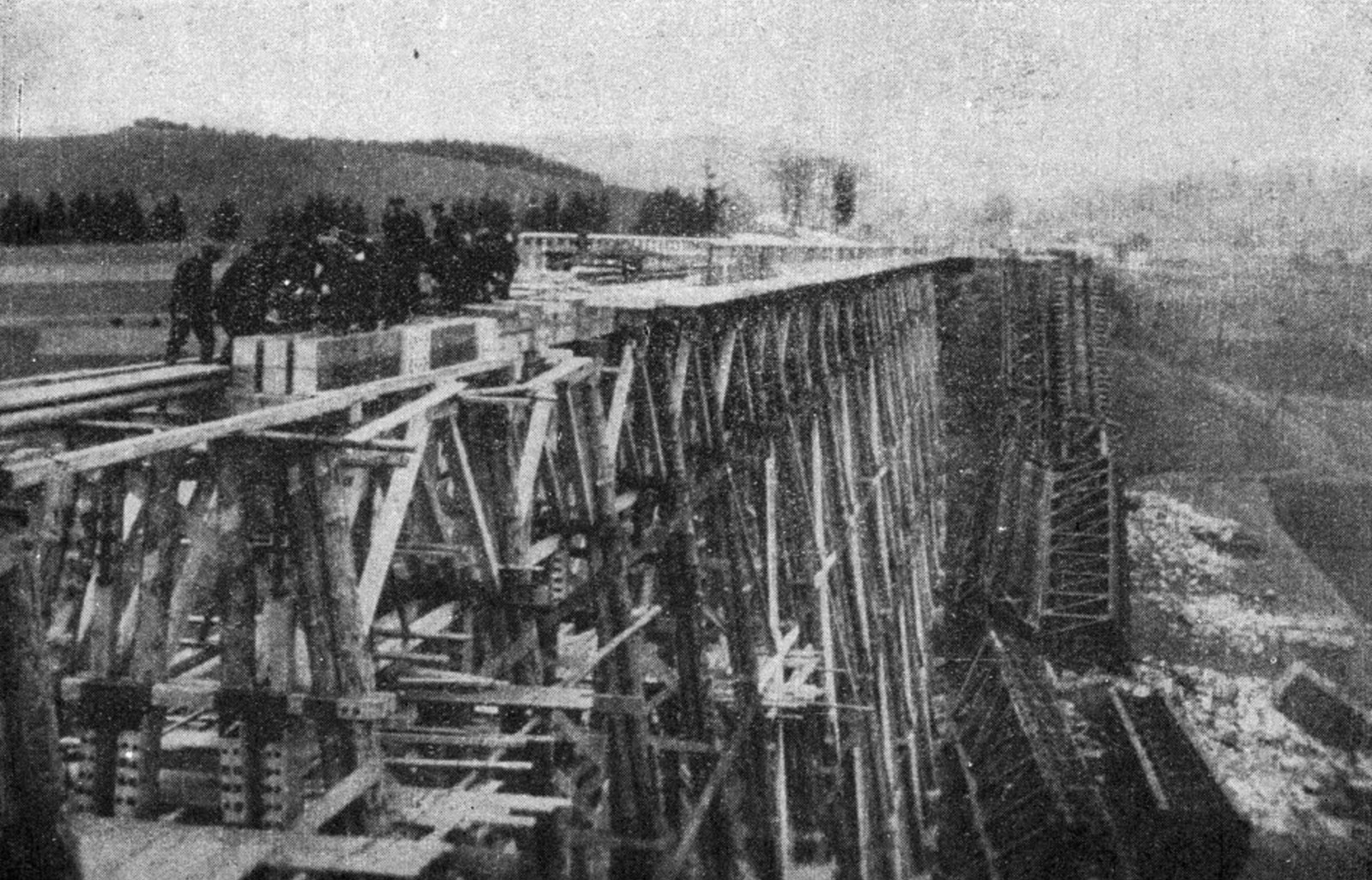
Provisorische Holzbrücke